# Hyrrokkin

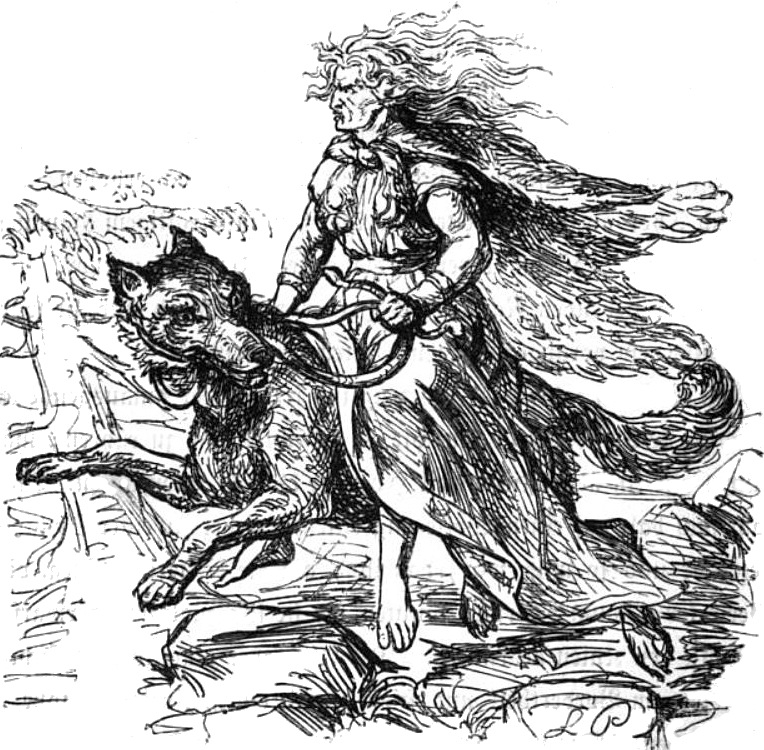
Hyrrokkin od Ludwiga Pietscha (1865)

Hyrrokkin je obryně, která přijela z Jötunheimu na Baldrův pohřeb, aby dostala na moře Baldrovu loď Hringhorni, na které měl být bůh spálen společně se svojí mrtvou ženou Nannou. Obryně přijela na obrovském vlku, který měl místo uzdy zmije. Čtyři berserkové vlka udrželi, až tehdy, když jej srazili k zemi. Pak jediným obratným trhem, až se země zachvěla, dostala obryně loď na moře. Thóra však přítomnost Hyrrokkin tak rozčilovala, že by jí zabil, kdyby jej ostatní bohové neuprosili.